# Garnotia
Genre
Garnotia est un genre de plantes monocotylédones de la famille des Poaceae, sous-famille des Panicoideae, originaire des régions tropicales d'Asie orientale, d'Australie et du Pacifique.
Ce genre regroupe une trentaine d'espèces, répandues de l'Inde et du Népal jusqu'au Sud-Est asiatique, à l'Australie (Queensland), à la Polynésie et à Hawaï. Une espèce se rencontre aux Seychelles et cinq en Chine, dont deux endémiques.

## Liste des espèces et variétés
Selon World Checklist of Selected Plant Families (WCSP) (24 juin 2016) :
- Garnotia arborum Stapf ex Woodrow (1908)
- Garnotia arundinacea Hook.f. (1896)
- Garnotia cheesemanii Hack., Trans. Linn. Soc. London (1903)
- Garnotia courtallensis (Arn. & Nees) Thwaites (1864)
- Garnotia depressa J.W.Moore (1933)
- Garnotia divergens Swallen (1950)
- Garnotia elata (Arn. ex Miq.) Janowski (1921)
- Garnotia emodi (Arn. & Nees) Janowski (1921)
- Garnotia exaristata Gould (1972)
- Garnotia fergusonii Trimen (1889)
- Garnotia foliosa Swallen (1950)
- Garnotia fuscata Thwaites (1864)
- Garnotia gracilis Swallen (1950)
- Garnotia linearis Swallen (1950)
- Garnotia micrantha Thwaites (1864)
  - variété Garnotia micrantha var. micrantha
  - variété Garnotia micrantha var. nana Stapf ex Hook.f. (1896)
- Garnotia normanii V.Prakash & S.K.Jain, Proc. Indian Acad. Sci. (1979)
- Garnotia panicoides Trimen (1889)
- Garnotia patula (Munro) Munro ex Benth. (1861)
  - variété Garnotia patula var. mutica (Munro) Rendle, J. Linn. Soc. (1904)
  - variété Garnotia patula var. patula
- Garnotia raiateensis J.W.Moore (1933)
- Garnotia scoparia Thwaites (1864)
- Garnotia sechellensis C.E.Hubb. & Summerh. (1928)
- Garnotia spadicea Ohwi (1947)
- Garnotia st-johnii J.W.Moore (1963)
- Garnotia stricta Brongn. (1832)
  - variété Garnotia stricta var. acutigluma (Steud.) Veldkamp (2015)
  - variété Garnotia stricta var. longiseta Hack. (1909)
  - variété Garnotia stricta var. stricta
- Garnotia tenella (Arn. ex Miq.) Janowski (1921)
- Garnotia thailandica Gould (1972)
- Garnotia undulata Veldkamp (2015)
- Garnotia variyamensis Sunil, Naveen Kum. & Sanilkum. (2014)
- Garnotia villosa Swallen (1950)